# Kim Yu-jin
Kim Yu-jin (koreanska: 김유진), född 17 oktober 2000, är en sydkoreansk taekwondoutövare.

## Karriär
Vid olympiska sommarspelen 2024 i Paris tog Kim guld i 57 kg-klassen efter att ha besegrat iranska Nahid Kiani i finalen.